# Anthophora clavitarsa
Anthophora clavitarsa är en biart som beskrevs av Wu 1990. Anthophora clavitarsa ingår i släktet pälsbin, och familjen långtungebin. Inga underarter finns listade i Catalogue of Life.